# Slag bij Cobleskill

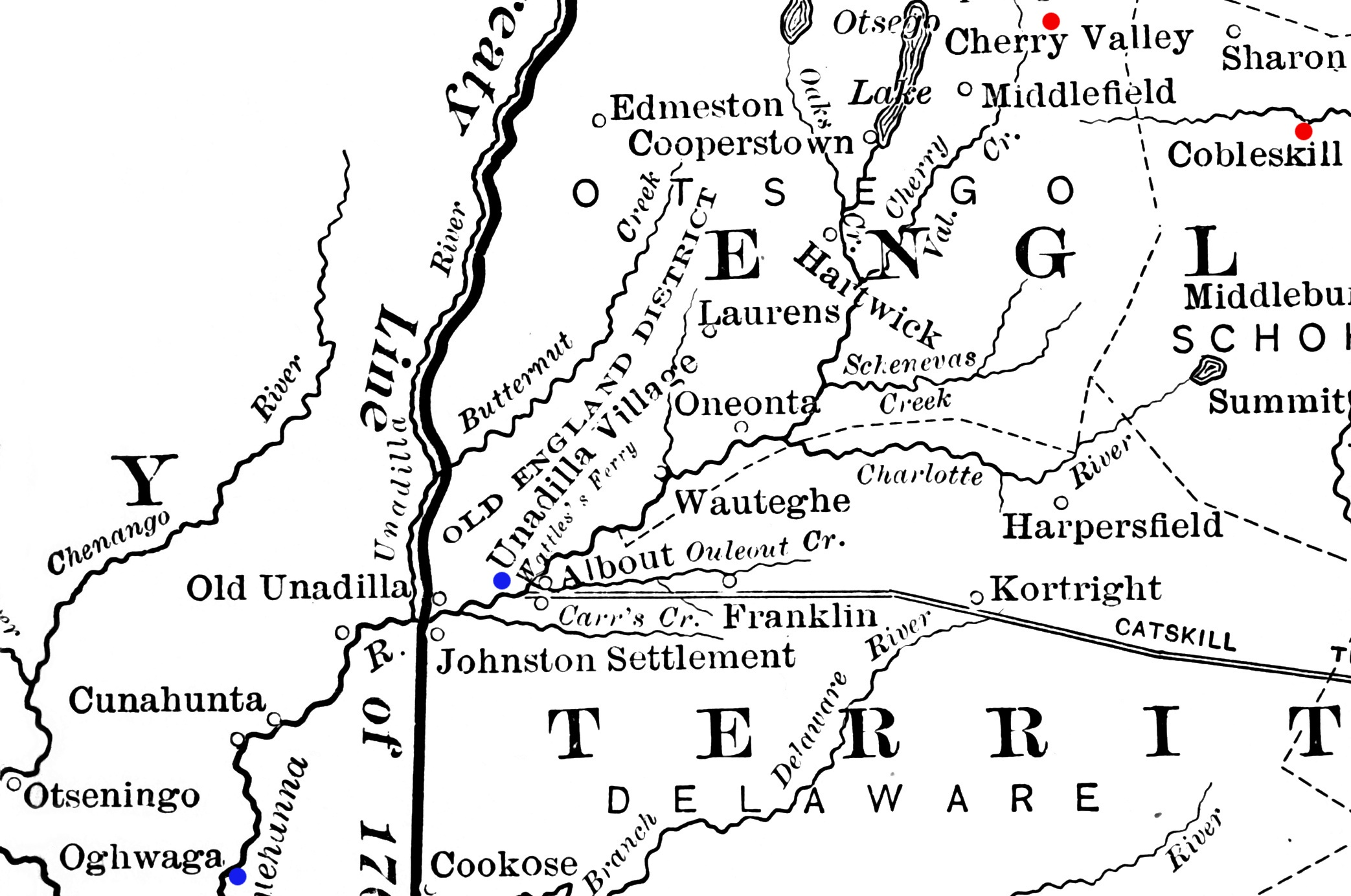
Kaart

De Slag bij Cobleskill was een gevecht tijdens de Amerikaanse Onafhankelijkheidsoorlog, dat plaatsvond van 30 mei tot en met 1 juni 1778, in Cobleskill (New York).
De slag markeerde het begin van een fase in de oorlog, waarbij de Irokezen op vraag van de Britten, verschillende dorpen afbrandden in wat toen de westelijke grens van de Verenigde Staten was in westelijk New York en Pennsylvania, zoals de slachtpartijen van Cherry Valley en Wyoming Valley. De troepen van de Britse commandant vernietigden de nederzettingen en doodden het vee dat niet weg kon. De Amerikanen sloegen terug en in de daaropvolgende strijd verloren 22 man aan Amerikaanse kant het leven. Tevens werden 25 Irokezen en loyalisten gedood.
De kolonisten werden aangevoerd door kapitein William Patrick, die zijn troepen in een hinderlaag voerde in Cobus Kill, toen hij een bende Irokozen achtervolgde. Patrick werd in de strijd gedood.